# Lis (線形代数ライブラリ)
Lis (Library of Iterative Solvers for linear systems、発音は[lis]) は、離散化された線形方程式および固有値問題を反復法により解くための並列線形計算ライブラリ。実数または複素数を成分とする行列を扱う。並列コンピュータを主な対象としているが、並列処理を意識することなくライブラリを利用することができる。C言語で実装されているが、C++、Fortranからも利用できる。修正BSDライセンスで提供されるオープンソースソフトウェア。

## 特徴
Lisの主な特徴は以下の通り。
- MPI、OpenMPライブラリによる並列実装
- 各種疎行列格納形式への対応
- 疎行列、密行列を対象とする基本的な線形演算ルーチンの実装
- 各種並列反復解法、並列前処理法の実装
- 四倍精度浮動小数演算への対応

## 例
線形方程式 {\displaystyle Ax=b} を解くためのプログラム例（C言語版）を示す。
```
#include
 
<stdio.h>

#include
 
"lis_config.h"

#include
 
"lis.h"

LIS_INT
 
main
(
LIS_INT
 
argc
,
 
char
*
 
argv
[])

{

  
LIS_MATRIX
  
A
;

  
LIS_VECTOR
  
b
,
 
x
;

  
LIS_SOLVER
  
solver
;

  
LIS_INT
     
iter
;

  
double
      
time
;

  
lis_initialize
(
&
argc
,
 
&
argv
);

  
lis_matrix_create
(
LIS_COMM_WORLD
,
 
&
A
);

  
lis_vector_create
(
LIS_COMM_WORLD
,
 
&
b
);

  
lis_vector_create
(
LIS_COMM_WORLD
,
 
&
x
);

  
lis_input_matrix
(
A
,
 
argv
[
1
]);

  
lis_input_vector
(
b
,
 
argv
[
2
]);

  
lis_vector_duplicate
(
A
,
 
&
x
);

  
lis_solver_create
(
&
solver
);

  
lis_solver_set_optionC
(
solver
);

  
lis_solve
(
A
,
 
b
,
 
x
,
 
solver
);

  
lis_solver_get_iter
(
solver
,
 
&
iter
);

  
lis_solver_get_time
(
solver
,
 
&
time
);

  
printf
(
"number of iterations = %d
\n
"
,
 
iter
);

  
printf
(
"elapsed time = %e
\n
"
,
 
time
);

  
lis_output_vector
(
x
,
 
LIS_FMT_MM
,
 
argv
[
3
]);

  
lis_solver_destroy
(
solver
);

  
lis_matrix_destroy
(
A
);

  
lis_vector_destroy
(
b
);

  
lis_vector_destroy
(
x
);

  
lis_finalize
();

  
return
 
0
;

}

```

## Lisを使用する主なソフトウェア
- Gerris（流体計算ソフトウェア）
- OpenModelica（物理モデリング言語Modelicaのオープンソース実装）